# Вонлярлярский, Василий Александрович
Василий Александрович Вонлярлярский (12 [24] апреля 1814, Смоленск — 30 декабря 1852 [11 января 1853], Москва) — русский писатель

. Брат А. А. Вонлярлярского. 
В.А. Вонлярлярский родился в Смоленске 24 апреля 1814 года в семье отставного подпоручика Александра Васильевича Вонлярлярского, принадлежащего к старинному дворянскому роду. Вонлярлярские – шляхтичи немецкого происхождения; по семейным преданиям – потомки рыцарей из местечка Ляр под Баден-Баденом. Родоначальником давшим своим потомкам фамилию Вонляр-Лярских, был Якуб (Яков) Вонляр (Von Lar), причисленный к польской шляхте и получивший в дополнение к родовому «фон Ляр» – польское Лярский. Он был смоленским «будовничим» (архитектором строительных укреплений) и получил от Владислава IV имения в Смоленском повете. Сыновья его, как и внуки, после взятия Смоленска русскими войсками во главе с Алексеем Михайловичем в 1654 г. поступили в русское подданство и стали писаться Вонляр-Лярскими, затем Вонлярлярскими.

## Биография
Сын участника суворовских походов подпоручика Александра Васильевича Вонлярлярского (1776—1853) от брака его с Софьей Ивановной Храповицкой (1782— ?). До 14 лет воспитывался дома, затем был в Благородном пансионе при петербургском университете и, наконец, определившись в лейб-гусарский полк, поступил в школу гвардейских юнкеров, где сблизился с Лермонтовым (Лермонтов учился в школе с 1832 по 1834 год). При выпуске он вышел подпоручиком в гвардейский конно-пионерный эскадрон; но скоро бросил военную службу. Он ничего не печатал до 1851 года, когда появились в «Отечественных записках» его очерки: «Поездка на марсельском пароходе» и «Охота на львов в Милиане». В 1849 году Вонлярлярский сильно заболел, ездил лечиться на юг Франции и в Алжир, но болезнь не покидала его, и 30 декабря 1852 года он умер в Москве и похоронен в селении Рай Смоленского уезда.
Жена (с 4 февраля 1838 года) — Александра Карловна Фридебург (1817—1853), дочь военного врача Карла Ивановича Фридебурга.
Их дочь, Софья Васильевна Вонлярлярская, была матерью изобретателя и инженера Николая Александровича Ромейко-Гурко.

## Творчество
Им написано значительное количество беллетристических произведений: «Силуэт», «Абдаллах бан-Атаб», «Байя», «Магистр», «Ночь на 28-е сентября», «Большая Барыня», «Две сестры», «Воспоминание о Захаре Ивановиче», «Сосед», «Могло бы не случиться», «Турист» и ряд драматических произведений. Собрание сочинений его с биографией и портретом издано К. А. Полевым в 7 т. в 1853—54 годах в СПб. Из всего написанного Вонлярлярским наибольшим успехом пользовалась «Большая барыня». Нельзя не удивляться необычайной плодовитости Вонлярлярского: все изданные его произведения написаны им, как сообщает Полевой, в течение трёх лет. Не отказывая Вонлярлярскому в некотором таланте, конечно, смешно и сравнивать его с Гоголем, а не только что ставить выше, как это делает Полевой: стремление смягчить отрицательные стороны жизни выставлением положительных ещё не слишком великая заслуга, особенно когда подобное стремление лишает произведение реальности. Делая оценку деятельности Вонлярлярского, его биограф замечает, что Вонлярлярский усвоил себе изящество французских романистов, но, следует прибавить, он усвоил и их легковесность. Вонлярлярский также заслужил у критиков прозвание «русского Дюма» и «смоленского Дюма».

## Сочинения
- Все сочинения В. Вонлярлярского. Ч. 1-7. — СПб., тип. Академии наук, 1853-1854.